# Парламентские выборы в Белизе (1984)
Парламентские выборы в Белизе прошли 14 декабря 1984 года. Они стали первыми выборами в независимом Белизе. В результате победу одержала оппозиционная Объединённая демократическая партия, получившая 21 из 28 мест парламента. Явка составила 75 %.

## Предвыборная обстановка
Выборы 1984 года были первыми в Белизе со времени полной независимости страны от Великобритании. За более чем 30 лет своего существования правящая Народная объединённая партия никогда не проигрывала выборы на национальном уровне, в то время как оппозиция никогда не получала более 6 мест (из возможных 18 в 1974 году). Тем не менее, к 1984 году Народная объединённая партия руководила экономикой, переживающей рецессию, которая была совсем недавно спасена получением займа от Международного валютного фонда. Партия была внутренне раздроблена и столкнулась на выборах с Объединенной демократической партией, которая добилась значительных успехов после проигрыша на последних выборах в 1979 году. Сенатор Мануэль Эскивель, которого премьер-министр Джордж Прайс победил в своём избирательном округе в 1979 году, стал лидером Объединённой демократической партии в декабре 1983 года.
Всего за несколько месяцев до выборов Прайс распорядился пересмотреть избирательные границы. Это создало 10 новых избирательных округов и увеличило количество депутатов с 18 до 28. Однако большинство избирателей было расстроено из-за утверждений о том, что границы были проведены правящей партией с учётом своих избирательных интересов. В результате Эскивель был избран в недавно созданном избирательном округе Карибские берега (северный регион бывшего в то время столицей страны города Белиз), а сам Прайс потерпел поражение в своём избирательном округе во Фритауне после более 30 лет непрерывной работы в Палате представителей и предшествовавших ей законодательных органах власти. Эскивель сменил Прайса на посту премьер-министра и стал первым лидером в истории страны, не принадлежавшим к Народной объединённой партии. Прайс продолжал возглавлять Народную объединённую партию за пределами Национального собрания, в то время как Флоренсио Марин стал лидером оппозиции в Национальном собрании.

## Результаты
| Партия                               | Голоса | %    | Места | +/-   |
| ------------------------------------ | ------ | ---- | ----- | ----- |
| Объединённая демократическая партия  | 25 756 | 54,1 | 21    | +16   |
| Народная объединённая партия         | 20 961 | 44,0 | 7     | -6    |
| Христианско-демократическая партия   | 708    | 1,5  | 0     | новая |
| Независимые                          | 213    | 0,5  | 0     | -     |
| Недействительных/пустых бюллетеней   | 673    | -    | -     | -     |
| Всего                                | 48 311 | 100  | 28    | +10   |
| Зарегистрированных избирателей/ Явка | 64 415 | 75,0 | -     | -     |
| Источник: Nohlen                     |        |      |       |       |